# Giuseppe Antonio Guattani
Giuseppe Antonio Guattani (1748-1830) fue un literato y anticuario de Italia.

## Biografía
Guattani fue un abad, escritor y además investigador de antigüedades, hijo del cirujano Carlo Guattani quien dejó escritas varias obras de medicina, que tras adquirir muchos conocimientos de ellas y de bellas artes, publicó diversas obras, entre ellas una especie de jornal titulado «Monumenta inedita», ya que se estimó conveniente en su época dar a los estudios arqueológicos un punto de unión con obras peródicas que atendían a ello únicamente, como además «Amaltea» de Bottioger, el «Periódico artístico» de Welcher, la «Gaceta arqueológica» de Berlín fundada por Gerhard, el «Boletín arqueológico» publicada en Nápoles por Avelino y los «Anales» de Roma, estudiándose la arqueología por diversos métodos: alfabético, geográfico, cronológico y analítico.
El diario de Guattani, bien concebido y  elaborado, mostraba predilección particularmente por los artistas que cultivaban las letras y de cosas que se hallan en Roma, y era miembro de una sociedad de publicistas y eruditos en la academia italiana donde publicó varios volúmenes de sus Memorias, y con Filippo Aurelio Visconti (-1831), superintendente de antigüedades de Roma, hermano del arqueólogo Ennio Quirino Visconti (1751-1818) autor de «Il Museo Pio-Clementino», Roma, 1782-1807, 7 vols., dio a la imprenta un trabajo sobre esculturas greco-romanas del Vaticano, ilustrando también Visconti con observaciones una obra de arquitectura y antigüedades de  Roma de Giuseppe Valadier (1762-1839), 1810-26, en 8 vols.
En la prefacio de la citada obra de Visconti y Guattani se dice que el cardenal patricio de Bolonia Antonio Lamberto Rusconi (1743-1825), que por su pasión sentida por la  ciencia de la  epigrafía que cultivo con mucha notoriedad le exigió ese entusiasmo donar al museo lapidario del Vaticano su espléndida colección  de inscripciones antiguas, y otro famoso anticuario y eclesiástico de una familia de Urbino Luigi Gateano Marini (1742-1815), se carteó con Guattani en una epístola sobre un altar, extraída del tomo III de «Noticia sobre antigüedades y bellas artes de Roma», dejando otros trabajos Gaetano como «Inscriptiones christianae latinae et graecae aevii milliarii», en 4 vols, 9.000 inscripciones de 10 siglos de la Iglesia, que investigó durante 40 años y una de diplomática "I papiri diplomatici", Roma, 1805..

## Obras
- I piu celebri quadri delle diverse scuole italiane, Roma, 1855.
- Lezione di storia, mitologie  e costumi, Roma, 1839.
- Monumenti sabini, Roma, 1827-30, 3 vols.
- Paralello di Roma antica e moderna, Pesaro, 1824.
- Il Museo Chiaramonti, Milano, 1820.
- Memorie enciclopediche sulle antichita e belle arti di Roma, Roma, 1817-19, 2 vols.
- La pittura comparata...., Roma , 1816.
- I tre archi trionfali di Constantino, Severo e Tito, Roma, 1815.
- La difesa di Pompeo, Roma, 1813.
- Roma descritta ed illustrata, Roma,1805, 2 vols.
- Memorie per le belle arti, Roma, 1787.
- Monumenti antichi inediti, Roma, 1784-90, 7 vols., (jornal que cesó en 1805)
- Descrizione del Discobolo
- Otras